# Бугрино (Вологодская область)
Бугрино — деревня в Вологодском районе Вологодской области.
Входит в состав Кубенского сельского поселения (с 1 января 2006 года по 8 апреля 2009 года входила в Борисовское сельское поселение), с точки зрения административно-территориального деления — в Борисовский сельсовет.
Расстояние до районного центра Вологды по автодороге — 47 км, до центра муниципального образования Кубенского по прямой — 15 км. Ближайшие населённые пункты — Глазково, Воскресенское, Филино.
По переписи 2002 года население — 50 человек (24 мужчины, 26 женщин). Всё население — русские.